# フルトン対フィラデルフィア市事件
フルトン対フィラデルフィア市事件（Fulton v. City of Philadelphia）は、アメリカ合衆国憲法修正第1条規定された信教の自由条項と国教樹立禁止条項をめぐって争われた、合衆国最高裁判所の訴訟。 この訴訟では、結婚した同性カップルが里親になることを、宗教的な理由で拒否した機関が、ペンシルベニア州フィラデルフィア市によって排除された事件を扱っている。2021年6月17日に最高裁は、同性カップルへの方針を理由にフィラデルフィア市が宗教機関を排除したことは、信教の自由条項に反しているという判決を満場一致で下した。 